# هيئة الإذاعة النرويجية
هيئة الإذاعة النرويجية (اختصار : إن أر كا) هي شركة الإذاعة العامة للإذاعة والتلفزيون المملوكة للحكومة النرويجية، وأكبر مؤسسة إعلامية في النرويج. تبث (أن أر كا) ثلاث قنوات تلفزيونية وطنية وثلاث قنوات إذاعية وطنية على DVB-T ، والكابل ، والأقمار الصناعية ، IPTV و DAB. كما يدير العديد من المحطات الإذاعية الرقمية. يمكن سماع جميع محطات الراديو الإذاعة النرويجية على الموقع الإلكتروني NRK.no ، والذي يقدم أيضًا خدمة تلفزيونية شاملة. تعد هيئة الإذاعة النرويجية عضوًا مؤسس في اتحاد الإذاعات الأوروبية.

## القنوات

### الإذاعة
- NRK P1 - قناة عامة ، مع البث الإقليمي
- NRK P2 - قناة ثقافية
- NRK P3 - قناة موجهة للشباب
- NRK Nyheter - أخبار 24/7
- NRK P1 + - جزء من P1 ، يستهدف جمهورًا من البالغين
- NRK P13 - موسيقى الروك والموسيقى المستقلة
- NRK Jazz - موسقى الجاز
- NRK Folkemusikk - موسيقى شعبية نرويجية تقليدية
- NRK Klassisk - موسيقى كلاسيكية
- NRK mP3 - موسيقى رقص (تسمى أيضًا mP3)
- NRK Sápmi - لغات السامي
- NRK Sport - قناة رياضية 24/7
- NRK Super - راديو للأطفال

### التلفاز
- إن أر كا 1
- إن أر كا 2
- إن أر كا 3/سوبر إن أر كا (7:00-19:00)